# Brückeneinsturz von Frohnleiten
Am 21. Februar 2015 stürzte die Murbrücke Frohnleiten der Brucker Schnellstraße in Fahrtrichtung Graz während Sanierungsarbeiten ein. Die darunter verlaufenden Gleise der ÖBB wurden zerstört. Die Südbahn zwischen Bruck/Mur und Graz wurde unterbrochen.

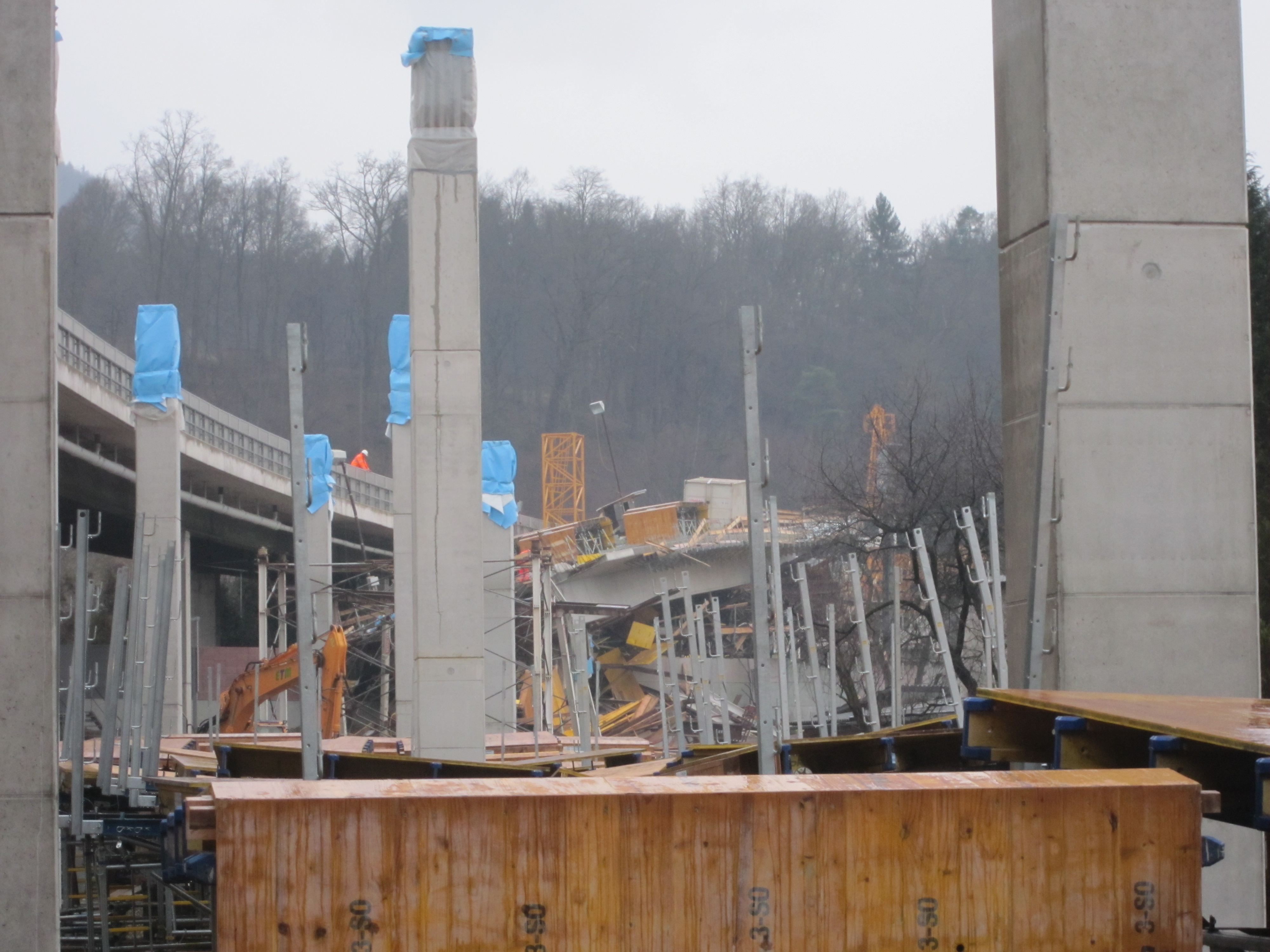
Sicht auf einen Teil des eingestürzten Brückensegments

## Vorgeschichte
Im Frühjahr 2014 begann der Neubau der Murbrücke Frohnleiten in Fahrtrichtung Graz. Die zweispurige, in den 1950er Jahren erbaute Brücke entsprach nicht mehr den Sicherheitsvorschriften. Die alte Brücke wurde abgetragen und ein neuer Brückenpfeiler in der Mur gebaut. Ein beliebter Fußgängerübergang über die Mur wurde erneuert. Als letztes wurde das Brückenteilstück zwischen dem alten Brückenpfeiler an Land und der Vorlandbrücke gefertigt. Dieses stürzte am 21. Februar 2015 ein.

## Einsturz
Am Abend des 21. Februars 2015 gab das Lehrgerüst, welches die rund 800 Tonnen schwere Brücke trug, nach. Die Brücke stürzte auf die Gleise der Hauptstrecke Bruck an der Mur–Graz. Verletzt wurde niemand, ein kurz zuvor unter der Brücke durchfahrender vollbesetzter Zug der ÖBB blieb verschont. Neben den Gleisen und den Oberleitungen wurde auch ein Baukran getroffen. 20 Anrainer mussten vorübergehend evakuiert werden. Für Fern- und Nahverkehr, darunter die Züge der S-Bahn Steiermark, wurde ein Schienenersatzverkehr eingerichtet.

## Folgen
Durch den Einsturz entstand ein Schaden in Höhe von rund 5 Millionen Euro. Der Neubau der Brücke verzögerte sich um drei Monate. Einem Gutachten zufolge gab das Lehrgerüst der Brücke den Vibrationen der darunter fahrenden Züge nach und stürzte schließlich ein.